# Mami Sasazaki
Mami Sasazaki (笹崎 麻美, Sasaki Mami), née le 21 mai 1990 au Japon, est la guitariste et chanteuse du groupe de J-pop et de J-rock Scandal avec Haruna, Tomomi et Rina.